# Giovanni Ricciardi (teologo)

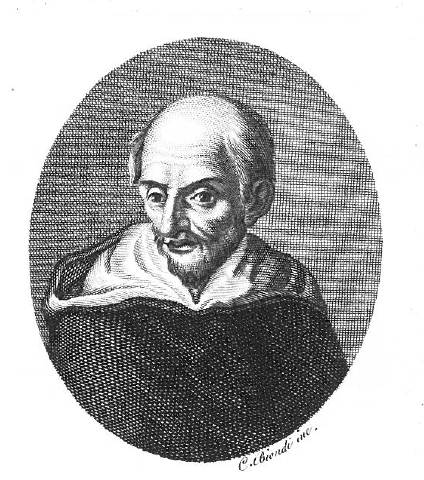
Frate Giovanni Ricciardi

Giovanni Ricciardi, noto anche come fra Giovanni d'Altamura (Altamura, 14 marzo 1599 – Napoli, 15 ottobre 1675), è stato un teologo e religioso italiano, dell'Ordine dei frati predicatori.

## Biografia
Giovanni Ricciardi nacque ad Altamura il 14 marzo 1599 da Diapea Renzi e dal nobile Giovan Battista Ricciardi. Sua madre era imparentata con Roberto Filo, vescovo di Martorano. Il suo nome di battesimo era Giuseppe Antonio Ricciardi, e acquisì il nome Giovanni una volta entrato nell'Ordine domenicano. Vestì il saio domenicano il 21 giugno 1615 nel convento di San Domenico di Altamura.
Trascorse il noviziato a Monopoli, dove dimostrò un'innata propensione per la conoscenza. Per le sue qualità fu successivamente richiamato a San Domenico Maggiore (Napoli), dove ebbe come insegnanti P. Torres, Provinciale dell'Ordine nonché in seguito vescovo di Potenza. Ordinato presbitero, divenne egli stesso insegnante di seminari. Dimostrò una spiccata conoscenza per le opere e il pensiero di San Tommaso d'Aquino e in seguito passò all'insegnamento presso l'Università degli Studi di Napoli, dove, tra molti contendenti, ebbe la "Cattedra di Testo di San Tommaso". Ricciardi andò così a sostituire il precedente insegnante, Tommaso D'Avalos, il quale dovette lasciare la cattedra in seguito alla nomina di vescovo di Lucera.

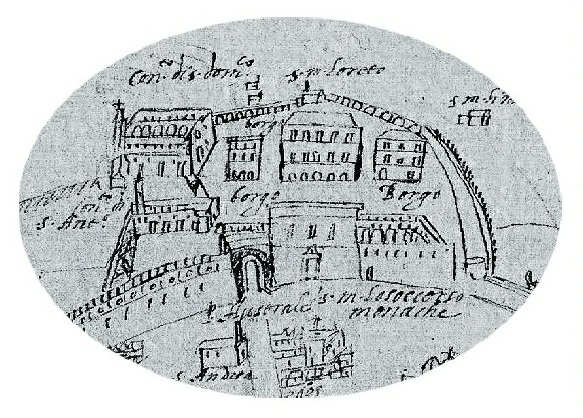
Il convento di San Domenico, nei pressi di Porta Matera (Altamura) - Biblioteca Angelica Carte Rocca P33, risalente alla fine del XVI secolo.

Nel corso della sua vita rinunciò in modo sistematico a parecchie cariche ecclesiastiche per via della sua umiltà pastorale. In particolare, fu tenuto in somma considerazione dai viceré (in particolare dal viceré Manuel de Acevedo y Zúñiga, conte di Monterrey). Gli furono assegnati l'arcivescovado di Reggio Calabria, il vescovato di Ariano, ma Ricciardi li rifiutò. Il viceré García de Avellaneda y Haro, conte di Castrillo, gli assegnò allora il rettorato nullius di R. Patronato di Santa Maria del Popolo, all'interno dell'Ospedale degli Incurabili (Napoli), e anche in quest'occasione Ricciardi rifiutò. Persino Papa Clemente IX, agli inizi del suo pontificato, assegnò a Ricciardi una carica vescovile, cioè il vescovato di Bovino, ma puntualmente Ricciardi rifiutò.
La sua consistente produzione letteraria riguardò opere di carattere sostanzialmente teologico e liturgico, caratterizzate da uno stile semplice e privo di ampollosità o di artifici retorici. In molti passi, le sue riflessioni abbracciavano la filosofia di San Tommaso d'Aquino, disciplina nella quale Ricciardi era molto preparato. Secondo Gaetano Viti (l'autore della scheda biografica riportata nell'opera Biografia degli uomini illustri del Regno di Napoli, V vol., 1818), frate Giovanni Ricciardi fu apprezzato non solo nelle prediche dal pulpito, ma anche per la qualità delle sue opere, prive di citazioni erudite, ma complete nella trattazione dei temi teologici.
Frate Giovanni Ricciardi morì a Napoli il 15 ottobre 1675. Il suo corpo fu sepolto sotto il pulpito della Chiesa di San Domenico Maggiore (Napoli).

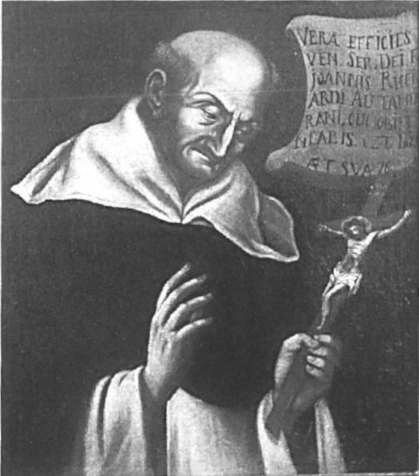
Frate Giovanni Ricciardi - Dipinto olio su tela, conservato presso l'Archivio Biblioteca Museo Civico di Altamura

## Gaetano Viti
L'autore della scheda biografica contenuta nella Biografia degli uomini illustri del Regno di Napoli (1818) è un altamurano di nome Gaetano Viti. Lo studioso Michele Marvulli ha rintracciato alcune informazioni sull'autore e in particolare, da un opuscolo conservato presso l'Archivio Biblioteca Museo Civico e risalente al 1881, si ricava che il conte Gaetano Viti è sepolto nella cappella gentilizia Viti-Carafa, all'interno del cimitero ottocentesco di Altamura. Il nipote di Gaetano, il conte Francesco Viti pose una lapide commemorativa in memoria di Gaetano Viti all'interno della stessa cappella. Lo stesso Marvulli ha rintracciato la collocazione della cappella insieme alla lapide commemorativa recante anche un bassorilievo con le fattezze dello stesso Gaetano.
L'Archivio Biblioteca Museo Civico di Altamura conserva anche un dipinto ritraente frate Ricciardi e che risale quasi sicuramente a dopo la sua morte e che testimonia la devozione di cui godeva tra i suoi coevi frate Ricciardi.

## Fonti agiografiche
Le fonti primarie, di carattere prettamente religioso, riportano informazioni più dettagliate sulla vita del frate; il "maggiore biografo" di Giovanni Ricciardi fu Domenico Maria Marchese, il quale scrisse le informazioni contenute nel Sagro diario domenicano (tomo V) e alle quali lo stesso Gaetano Viti accenna nell'ultimo paragrafo della sua scheda. I dettagli forniti sulla vita del frate sono assai corposi, e tra le informazioni riportate sono anche inclusi eventi miracolosi relativi alla sua vita (tra i quali, a quanto pare, levitazioni e la capacità di formulare profezie).

## Cariche ricoperte
- Insegnante di "Testo di San Tommaso" presso l'Università degli Studi di Napoli;
- Bibliotecario del Monastero di San Domenico Maggiore;

## Opere
- Discorsi del SS.mo Rosario di Maria Vergine con l'aggionta di alcune prediche de Santi, vol. 1, Napoli, Roberto Mollo, 1638.[12]
- Discorsi del SS.mo Rosario di Maria Vergine con l'aggionta di alcune prediche de Santi, vol. 2, Napoli, Roberto Mollo, 1639.[13]
- Discorsi del SS.mo Rosario di Maria Vergine con l'aggionta di alcune prediche de Santi, vol. 3, Napoli, Roberto Mollo, 1646.[14]
- Domenicale per tutto l'anno (3 voll.), Napoli, Roberto Mollo, 1644.[15]
- Meditazioni da farsi otto giorni prima di alcune solennità dell'anno, Napoli, Roberto Mollo, 1652.[13]
- Trattato del modo di fare l'oratione mentale con l'aggiunta di altre divozioni, Napoli, Roberto Mollo, 1652.[13]
- Trattenimenti spirituali per le domeniche dell'estate, Napoli, Roberto Mollo, 1654.[16]